# Psammocora stellata
Espèce
Synonymes
- Psammocora brighami Vaughan, 1907

Statut CITES
Psammocora stellata  est une espèce de coraux appartenant à la famille des Psammocoridae.